# Diplectrona chiapensis
Diplectrona chiapensis är en nattsländeart som beskrevs av Oliver S. Flint Jr. 1967. Diplectrona chiapensis ingår i släktet Diplectrona och familjen ryssjenattsländor. Inga underarter finns listade i Catalogue of Life.